# Металлист (Чёрное зеркало)
«Металлист» (варианты: «Металлическая голова», «Железяка», перевод англ. Metalhead) — пятый эпизод четвёртого сезона телесериала-антологии «Чёрное зеркало». Сценарий написал создатель сериала Чарли Брукер, режиссёром выступил Дэвид Слэйд. Премьера состоялась на Netflix 29 декабря 2017 года.
Это первый чёрно-белый эпизод в истории сериала. Сюжет вращается вокруг скитаний Беллы (Максин Пик), которая пытается убежать от роботов-«псов» в мире после необъяснимого упадка человеческой цивилизации.
На создание роботов-«псов» авторов вдохновили роботы-псы компании Boston Dynamics.

## Сюжет
Этот чёрно-белый эпизод рассказывает постапокалиптическую историю. Белла (Максин Пик), Тони (Клинт Дайер) и Кларк (Джейк Дэвис) пытаются осуществить обещание, которое они дали сестре Беллы. Пока Кларк пытается угнать фургон, Белла и Тони проникают на склад, чтобы найти то, что поможет облегчить страдания некоего Джека, который, предположительно, умирает. Они находят коробку, которую искали, но за ней сидит робот-охранник, который защищает фабрику, такие роботы известны просто как «псы». Пёс выкидывает модуль, который взрывается в воздухе и обстреливает Беллу и Тони шрапнелью из жучков, которые внедряются под кожу. Пёс слезает с полки и убивает Тони. Белла убегает, оставляя коробку на месте. Она садится в свою машину, Кларк начинает ехать на угнанном фургоне, а пёс их преследует, догоняет и убивает Кларка, а затем использует фургон, чтобы сбить с трассы автомобиль Беллы. Белла едет сквозь лес и останавливается на обрыве. Пёс находит её и залезает в машину, но Белле удаётся выбраться из неё, а машина с псом падает со скалы.
Белла ножом вырезает из ноги жучок и в пластиковой бутылке бросает его в реку, что позволяет ей выиграть время. Она пытается связаться с кем-то по своей рации, но не может разобрать, что говорит человек на том конце. Она передаёт этому человеку сообщение для дорогих ей людей и говорит, что может не вернуться. Белла замечает пса, который приближается к ней, и убегает в лес, где залезает на одно из деревьев. Одна из конечностей пса была повреждена после падения со скалы, поэтому он не может залезть на дерево и остаётся ждать её внизу. Время от времени, бросая в пса конфеты, Белла дожидается полной разрядки аккумулятора пса. Когда пёс перестаёт реагировать на конфеты, Белла слезает с дерева и убегает.
Белла попадает в большой дом, где в поисках ключей от машины находит патроны от ружья, а в верхней комнате два сгнивших трупа с ружьём в руках. Белла забирает ружьё и достаёт из кармана трупа ключи от машины. За это время взошло солнце, пёс успешно зарядился и выследил её. Белла выливает на него краску, чтобы закрыть его визуальные сенсоры, убегает к машине, но машина не заводится. Тогда она включает музыку и устраивает псу ловушку. Из проигрывателя звучит песня «Golden Brown» группы The Stranglers. Пёс идёт на звук, атакует и уничтожает колонки в машине. Белла дважды стреляет в пса, практически уничтожив его. Пёс лежит неподвижно, но, «из последних сил», он выбрасывает вверх очередной модуль, шрапнельные снаряды которого попали в Беллу. Белла заходит в ванную и видит в зеркале, что снаряды, каждый из которых содержит жучок, закрепились на её лице и шее. Она пробует вырезать их, но замечает, что один из них расположен на её яремной вене. После этого Белла говорит по своей рации, что она не вернётся, хотя и не знает, слышит ли её хоть кто-то. Она подносит нож к шее, и камера поднимается вверх, сквозь крышу, поочерёдно показывая все места, в которых была Белла. 
Финальный кадр: коробка на складе, с которой началась вся эта эпопея, повлёкшая гибель трёх её участников, показана с раскрывшейся стороны. Из неё выпали плюшевые белые медведи.

## Производство
Это самый короткий эпизод «Чёрного зеркала», его продолжительность всего 41 минута. Также это первый чёрно-белый эпизод сериала, решение об этом принял режиссёр Дэвид Слэйд, чтобы он ассоциировался со старыми лентами в стиле хоррор и подчеркнуть удручающий тон серии. Слэйд пытался создать историю в мире, лишённом надежды, поэтому, по его мнению, «было разумно лишить этот мир и цвета». Идея для эпизода появилась у Брукера после просмотра видео компании Boston Dynamics, в котором были представлены их роботы BigDog. По его мнению, в них есть нечто «жуткое». Сначала Брукер хотел, чтобы в эпизоде вообще не было диалогов как в фильме «Не угаснет надежда». Также планировалось, чтобы псы имели «операторов» — людей, что руководят ими из собственных домов, но в конце концов он решил максимально упростить историю, поэтому эту тему вычеркнули. Последняя сцена, в которой показана коробка, полная плюшевых мишек, была добавлена по просьбе Слэйда, чтобы она стала единственным «приятным и умиротворяющим» элементом истории.
Режиссёром эпизода стал Дэвид Слэйд, который впервые прочитал сценарий в июне 2016 года. Он принимал участие в кастинге Максин Пик и имел много свободы с сюжетом уже на съёмочной площадке. Съёмки проходили в Англии, преимущественно в графстве Девон и в окрестностях Лондона. Для отображения мира с точки зрения пса был использован реальный сканер Лидар.

### Маркетинг
- Начиная с 24 ноября 2017 Netflix обнародовал серию постеров и трейлеров к четвёртому сезону сериала, эту акцию назвали «13 дней „Чёрного зеркала“»[6].
- 6 декабря Netflix обнародовал трейлер, в котором содержались кадры из всех эпизодов сезона и анонс того, что сезон выйдет 29 декабря[7].

## Критика
Эпизод получил положительные отзывы.
- Критики сошлись на том, что преимущество «Металлиста» заключается в том, что он, в отличие от других эпизодов «Чёрного зеркала», рассказывает отрывочную историю без изысков[8][9].
- Также они оценили игру Максин Пик и решение Чарли Брукера сделать эпизод чёрно-белым[10].

Впрочем, некоторые критики восприняли минимализм и отсутствие предыстории как халатность.
Критики отмечают сюжетную схожесть эпизода с фильмом «Терминатор».